# Babarc
Babarc es un pueblo ubicado en el condado de Baranya, Hungría.

## Superficie
Posee una superficie de 18,85 kilómetros cuadrados.

## Demografía
Hasta 2021 la población era de 738 habitantes, con una densidad de población de 39,15 habitantes por kilómetro cuadrado.